# Magnetosphäre

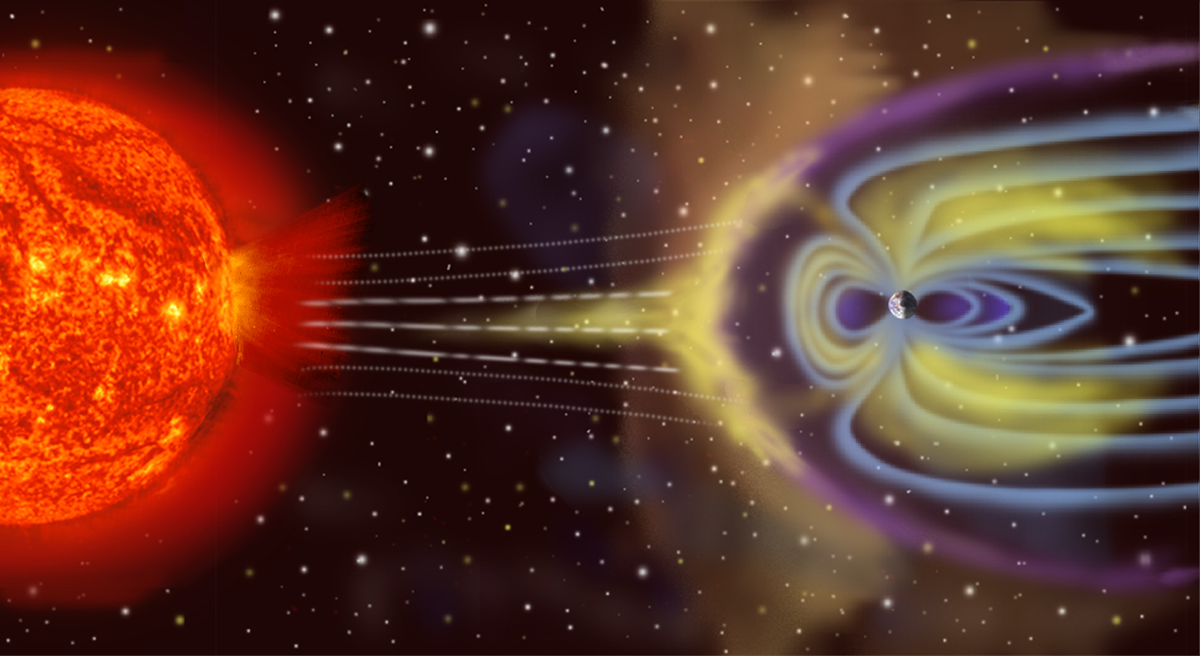
Die Magnetosphäre schirmt die Erdoberfläche gegen die geladenen Partikel des Sonnenwindes ab.

Als Magnetosphäre bezeichnet man das Raumgebiet um ein astronomisches Objekt, in dem geladene Teilchen von dessen Magnetfeld beeinflusst werden.
Die äußere Begrenzung wird Magnetopause genannt. Die innere Begrenzung zur neutralen Atmosphäre bildet die Ionosphäre.
Ein Magnetfeld besitzen nur Sterne oder Planeten mit einem inneren Dynamo.
In der Umgebung des planetaren Körpers ähnelt das magnetische Feld einem magnetischen Dipol. Weiter außerhalb können die Feldlinien durch leitfähiges Plasma verzerrt werden, das von der Sonne (als Sonnenwind) oder nahen Sternen stammt. Durch die aktive Magnetosphäre der Erde werden die Effekte von Sonnenstrahlung und kosmischer Strahlung abgeschwächt, die schädlich auf Lebewesen wirken können.
Plasmaphysik und Aeronomie beschäftigen sich mit diesem Themenfeld.
Neben der Magnetosphäre der Erde wurden auch die Magnetosphären anderer Planeten durch Raumsonden untersucht. Im Folgenden wird exemplarisch die Magnetosphäre der Erde beschrieben.

## Aufbau

Simulation des Erdmagnetfeldes in Wechselwirkung mit dem IMF. Die Sonne steht links. Rekonnexionen im Schweifbereich (rechts) sind lediglich als Vorstufe angedeutet.

Eine planetare Magnetosphäre wird vor allem durch das vom Sonnenwind getragene Magnetfeld geformt. Der Sonnenwind erreicht in Erdnähe eine Geschwindigkeit von 300 bis 800 km/s und weist eine Dichte von 3 bis 10 Teilchen pro Kubikzentimeter auf. Das interplanetare Magnetfeld (IMF) von etwa 4 Nanotesla enthält ein nahezu stoßfreies Plasma niedriger Dichte. Der Sonnenwind staucht die Magnetosphäre auf der Sonnenseite auf etwa zehn Erdradien (etwa 60.000 km) zusammen und zieht sie auf der Nachtseite zu einem Magnetschweif auseinander, der bis in eine Entfernung von etwa hundert Erdradien (600.000 km) reichen kann. Die Form der Magnetopause ist jedoch nicht statisch, sondern ändert sich zeitlich sehr stark – während der Schweif durch die wechselnde Magnetfeldrichtung des Sonnenwinds (siehe Heliosphärische Stromschicht) regelrecht im Sonnenwind „flattert“, ist die Ausdehnung auf der Tagseite vom Impuls des Sonnenwinds abhängig. In der Simulation (rechtes Bild) treffen die Magnetfeldlinien von links auf das Erdmagnetfeld. In der dargestellten Polarität kommt es zu Rekonnexionen, die die Erdmagnetfeldlinien von links in den Schweifbereich nach rechts abwandern lassen.
Messungen der Cluster-Satelliten zeigen weiterhin Gasblasen mit Temperaturen von bis zu zehn Millionen Grad, die sich ständig von der Magnetosphäre lösen. Bei einem stärkeren magnetischen Sturm am 10. Januar 1997 wurde die Magnetosphäre auf fünf Erdradien (etwa 30.000 km) zusammengestaucht, Satelliten in geostationärer Umlaufbahn befinden sich deshalb bei starken magnetischen Stürmen zeitweise außerhalb der Magnetosphäre und sind in diesem Zeitraum dem Sonnenwind direkt ausgesetzt.
Der Sonnenwind umströmt die Erde mit Überschallgeschwindigkeit, d. h. seine Strömungsgeschwindigkeit ist größer als die Geschwindigkeit, mit der sich Störungen der Dichte bzw. des Druckes im Sonnenwind fortbewegen (Schallgeschwindigkeit).  Er wird an der Bugstoßwelle auf Unterschallgeschwindigkeit abgebremst; den Bereich zwischen der Bugstoßwelle und der Magnetopause nennt man auch Magnetosheath. Ein Teil des Sonnenwinds wird an der Bugstoßwelle auch reflektiert, so dass sich ein Vorschock ausbildet.
Die Magnetfeldlinien sind auf der Tagseite geschlossen und in den äußeren Bereichen des Magnetschweifes (den nördlichen und südlichen Tail Lobes) offen, den Übergangsbereich an den magnetischen Polen nennt man Cusp oder Cleft – in diesen Bereichen können Teilchen des Sonnenwinds direkt in die inneren Schichten der Atmosphäre eindringen. Zwischen den Lobes befindet sich in Erdnähe die Plasmaschicht mit geschlossenen Feldlinien und die Neutralschicht in größeren Entfernungen.

## Ströme

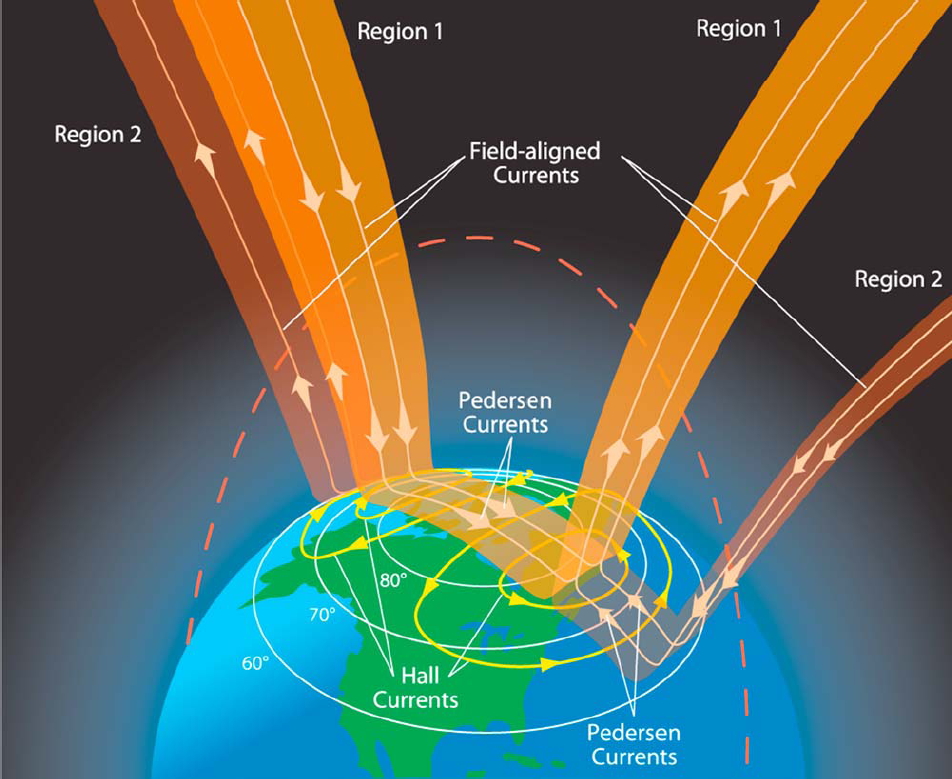
Schema der Birkeland-, Pedersen- und Hall-Ströme

Die Wechselwirkung des Magnetfelds des vorbeiströmenden Sonnenwinds mit dem irdischen Magnetfeld führt zu einem Dynamoeffekt, wobei die Erde den Stator und der Sonnenwind den Rotor bildet. Diese Wechselwirkung führt zu einer Energieübertragung an die Magnetosphäre und zu einem komplexen System elektrischer Ströme (Magnetosphärisches elektrisches Konvektionsfeld). Die äußeren Schichten der Atmosphäre enthalten stark verdünntes Plasma, dessen geladene Teilchen sich entlang der Magnetfeldlinien auf Spiralbahnen bewegt. Durch diese Bewegung wird in der Neutralschicht ein Neutralschichtstrom induziert. In der Plasmaschicht wird zusammen mit dem Erdmagnetfeld der Ringstrom gebildet.

### Birkeland-Ströme
Den Hauptanteil der induzierten Ströme bilden die Birkeland-Ströme (nach Kristian Birkeland, 1867–1917). Sie bestehen aus Elektronen, die sich aufgrund der Lorentzkraft in Spiralen um die vom Nord- zum Südpol verlaufenden Magnetfeldlinien bewegen. Diese Teilchen bewegen sich praktisch stoßfrei in den Strahlungsgürteln (den so genannten Van-Allen-Gürteln) der äußeren Atmosphäre und werden aufgrund der Erhaltung des magnetischen Moments bei Annäherung an die magnetischen Pole reflektiert und bewegen sich wieder auf den anderen Pol zu.
Bei erhöhter Sonnenaktivität befinden sich mehr und energiereichere freie Elektronen in den oberen Atmosphärenschichten, so dass sie an die Atome der Atmosphäre in etwa 100 bis 150 km Höhe stoßen und diese anregen. Das führt zu den als Polarlicht bekannten Leuchterscheinungen.

### Pedersenströme
Die Birkeland-Ströme werden in etwa 100 bis 150 km Höhe durch die Pedersenströme geschlossen. Die Stromdichten liegen bei einigen Ampere pro Quadratkilometer (oder Mikroampere pro Quadratmeter), was zu einem Gesamtstrom von einigen 10.000 Ampere führt
(ionosphärische Dynamoschicht).

### Ringstrom

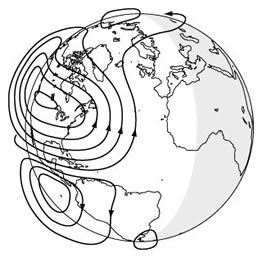
Sonnenerzeugte elektrische Ströme auf der Tagseite der Ionosphäre

Der irdische Ringstrom ist ein elektrischer Strom, der die Erde entlang des Van-Allen-Gürtels in der Äquatorebene in Ost-West-Richtung umfließt. Er wird getragen von Ionen mit einer Energie von etwa 15 bis 200 keV, die bei der Ionisation von Luftteilchen durch die kosmische Strahlung entstehen. Diese Teilchen bewegen sich jedoch nicht nur in Spiralbahnen um die Feldlinien, sondern führen auch eine Driftbewegung aus. Die Elektronen bewegen sich dabei von West nach Ost, die Protonen von Ost nach West. Das führt zu einem effektiven Strom in Ost-West-Richtung. Die Ausdehnung dieses Ringstromes reicht von etwa zwei bis zu etwa neun Erdradien. Obwohl die typischen Stromdichten nur wenige Milliampere pro Quadratmeter betragen, resultieren aufgrund des enormen Volumens daraus Ströme von mehreren Megaampere.
Der Ringstrom wird in ruhigen Phasen vorwiegend aus der Plasmaschicht gespeist, die Energiedichte wird dabei zu mehr als 90 % von Wasserstoffionen getragen. Beim Auftreten von magnetischen Stürmen gewinnen demgegenüber Sauerstoffionen aus den oberen Schichten der Atmosphäre an Bedeutung und können bei starken Stürmen den Hauptteil des Stroms tragen.

### Polarer Elektrojet
Die Pedersenströme führen zu einem Hallstrom in Ost-West-Richtung, der als polarer Elektrojet bezeichnet wird. Der Elektrojet kann bei magnetischen Stürmen Stromstärken von mehr als eine Million Ampere erreichen und kann sich auf Zeitskalen von Minuten sehr stark ändern. Zusammen mit den Pedersenströmen führt dies zu einem stark fluktuierenden Feld auf der Erdoberfläche, das vor allem in langen Leitern wie Hochspannungsleitungen und Pipelines starke Ströme induziert, die zur Beschädigung oder Zerstörung elektrischer Bauteile beziehungsweise zu verstärkter Korrosion führen können.
Da die Atmosphäre in etwa 100 km Höhe ein schlechter elektrischer Leiter ist, führen die Pedersenströme und die Elektrojets auch zu einer starken Aufheizung der Atmosphäre, die zu einer starken Ausdehnung führt – einige Stürme führten im Bereich von Satelliten auf niedrigen Umlaufbahnen (bis etwa 800 km) zu einer Verdopplung der Luftdichte und einer entsprechend höheren Abbremsung durch den höheren Luftwiderstand, ebenso führt diese Ausdehnung zum verstärkten Eintrag von Sauerstoffionen in den Ringstrom.

## Plasmoide

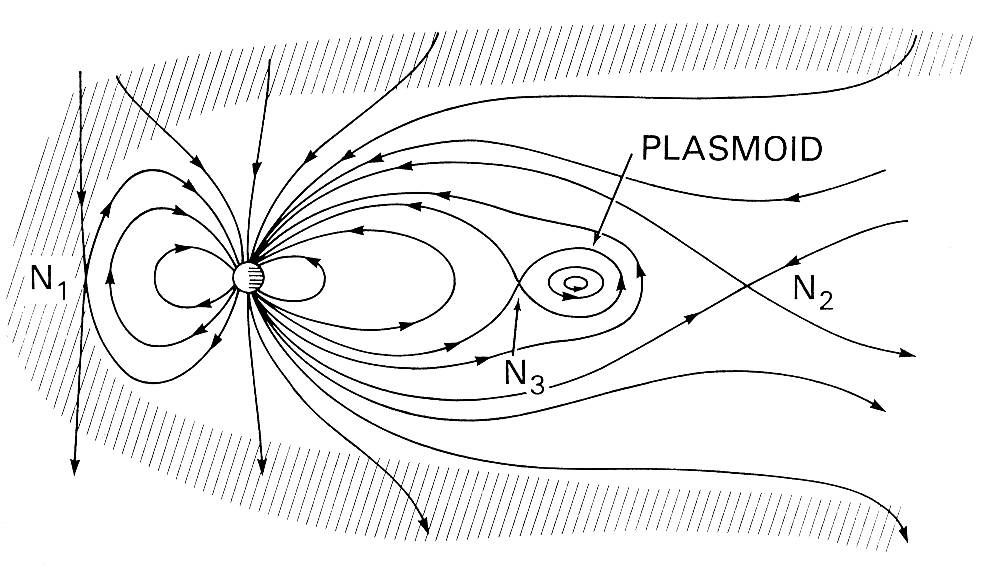
Plasmoid

Der Sonnenwind und die Ströme in den Tail Lobes führen zu starken Verzerrungen der Feldlinien in der Plasmaschicht des Magnetschweifs. Wenn diese Verzerrungen zu stark werden (die Vorgänge sind im Detail noch nicht verstanden), kann es zu Abschnürungen durch magnetische Rekonnexionen kommen – die erdnäheren Teile der Feldlinien schließen sich zu dipolähnlicheren Feldlinien, während die erdferneren Teile ein Plasmoid bilden, ein plasmagefülltes Raumgebiet mit in sich geschlossenen Feldlinien. Durch die freiwerdende magnetische Energie wird zum einen das Plasmoid nach außen beschleunigt, zum anderen führt es zu einer Aufheizung höherer Atmosphärenschichten und damit zu einer verstärkenden Rückkopplung mit dem elektrischen Strömungssystem.
Der Vorgang der Plasmoid-Ablösung wird als magnetischer Teilsturm (substorm) bezeichnet, da man sie anfangs nur als Teilkomponente magnetischer Stürme betrachtete. Heute weiß man allerdings, dass der Teilsturm ein Phänomen ist, das nicht nur in „Sturmphasen“, sondern auch in ruhigen Phasen auftritt – der Verlauf ist in beiden Fällen sehr ähnlich: ein Teilsturm dauert etwa 45 Minuten und führt zu einer Plasma-Aufheizung von etwa 2 keV. Während einer Sturmphase ist jedoch das Plasma bereits zu Beginn heißer (etwa 3 bis 4 keV in Ruhephasen und etwa 8 keV in Sturmphasen) und der Anstieg verläuft steiler.

## Umpolung
Seit erkannt wurde, dass es in der Erdgeschichte in unregelmäßigen Zeitabständen zu Einbrüchen und Umpolungen des Erdmagnetfelds kommt, versuchten Wissenschaftler, diese Polsprünge mit Massenaussterben in Verbindung zu bringen. Ein solcher Nachweis ist jedoch bislang nicht gelungen. Eine mögliche Erklärung dafür ist, dass bei einer schwachen oder ganz fehlenden Magnetosphäre die Erdatmosphäre als Schutzschild vor der gefährlichen kosmischen Strahlung dienen würde. Modellberechnungen nach entstünde dabei eine sekundäre Strahlung von Beryllium-10 oder Chlor-36. Tatsächlich fand eine deutsche Studie im Jahr 2012 in Eisbohrkernen aus Grönland eine Spitze von Beryllium-10 vor 41.000 Jahren, als bei einer kurzen Magnetfeldumkehr das Erdmagnetfeld auf geschätzte 5 % seiner Stärke einbrach.
Eine andere mögliche Erklärung ist, dass auch bei Umpolungen das Erdmagnetfeld niemals ganz verschwindet. Einer Studie aus dem Jahr 1999 nach hat es während der Brunhes-Matuyama-Umkehr vor rund 786.000 Jahren immer noch eine Magnetopause bei etwa drei Erdradien gegeben.

## Sonstiges
Änderungen im Sonnenwind können magnetosphärische Vorgänge auslösen, die die Funkkommunikation beeinflussen, Schaden an Satelliten verursachen und elektrische Leitungen unterbrechen können.
Bei der Erde ist die Stoßfront im Durchschnitt etwa zehn Erdradien entfernt. Die größte Magnetosphäre im Sonnensystem besitzt allerdings der Jupiter. Hier beträgt der Abstand Planet-Stoßfront zeitweise bis zu hundert Jupiterradien.